# آدبایو آکینفنوا
ساحید آدبایو آکینفنوا (انگلیسی: Saheed Adebayo Akinfenwa؛ زادهٔ ۱۰ مهٔ ۱۹۸۲) یک بازیکن فوتبال اهل بریتانیا است.
از باشگاه‌هایی که در آن بازی کرده‌است می‌توان به باشگاه فوتبال جیلینگام، باشگاه فوتبال بوستون یونایتد، باشگاه فوتبال تورکی یونایتد، سوانزی سیتی، میلوال، باشگاه فوتبال دونکستر راورز، نورث‌همپتون تاون، باشگاه فوتبال وایکام واندررز،باشگاه فوتبال ای‌اف‌سی ویمبلدون و باشگاه فوتبال فاورشام تاون اشاره کرد.

## زندگی شخصی
آکینفنوا دوست صمیمی کلارک کارلایل، هم‌تیمی سابقش در نورث‌همپتون تاون است. او در کودکی طرفدار لیورپول و بازیکن مورد علاقه وی جان بارنز بوده است. او از پدری مسلمان و مادری مسیحی زاده شده است.
آکینفنوا از آن جایی شهرت یافت که رتبه نیرومندترین بازیکن در مجموعه‌های مختلف بازی فیفا را از آن خود کرد؛ در سال ۲۰۱۴، او به همراه ستاره‌ها و بازیکنان لیگ برتر انگلستان مانند ریو فردیناند، در مراسم معارفه فیفا ۱۵ شرکت کرد.
بر اساس گزارش‌ها، او ۱۰۱ کیلوگرم وزن دارد و می‌تواند دوبرابر وزنش در حدود ۲۰۰ کیلوگرم پرس سینه بزند.